# 1222 Tina
Tina (asteroide 1222) é um asteroide da cintura principal com um diâmetro de 20,84 quilómetros, a 2,1020487 UA. Possui uma excentricidade de 0,247846 e um período orbital de 1 706,46 dias (4,67 anos).
Tina tem uma velocidade orbital média de 17,81659588 km/s e uma inclinação de 19,66052º.
Este asteroide foi descoberto em 11 de Junho de 1932 por Eugène Delporte.